# Chloridolum splendidulum
Chloridolum splendidulum är en skalbaggsart som beskrevs av J. Linsley Gressitt 1940. Chloridolum splendidulum ingår i släktet Chloridolum och familjen långhorningar. Inga underarter finns listade i Catalogue of Life.